# Việt Nam tại Đại hội Thể thao Đông Nam Á 1991
Tại Đại hội Thể thao Đông Nam Á thứ 16 được tổ chức tại Manila, Philippines. Đoàn thể thao Việt Nam gồm với 100 vận động viên, dưới sự dẫn dắt của các ông Đoàn Thao, Nguyễn Văn Trọng và Bùi Huy Cường đã có sự tiến bộ vượt bậc trên đấu trường khu vực khi giành được 29 huy chương trong đó có 7 huy chương vàng. Phá hai kỷ lục SEA Games và một kỷ lục châu Á ở môn bắn súng. Và giành được hai tấm huy chương vàng đầu tiên của nước nhà không phải ở bộ môn bắn súng là chức vô địch đồng đội nữ bóng bàn của hai tay vợt Trần Thu Hà và Nhan Vị Quân, cùng với ngôi vị quán quân Judo hạng dưới 48 kg nữ của Cao Ngọc Phương Trinh.
Thành tích cụ thể như sau:
7 huy chương vàng: - Đặng Thị Đông: súng trường tiêu chuẩn. - Đồng đội súng trường tiêu chuẩn (Đặng Thị Đông, Ngô Ngân Hà, Nguyễn Bùi Thiết). - Trịnh Quốc Việt: súng ngắn bắn nhanh. - Đồng đội súng ngắn bắn nhanh (Trịnh Quốc Việt, Nguyễn Quốc Cường, Lê Tuấn Đồng). - Trần Quang Hạ: taekwondo hạng 58 kg. - Trần Thu Hà, Nhan Vị Quân: đồng đội nữ bóng bàn. - Cao Ngọc Phương Trinh: judo hạng 48 kg.
12 huy chương bạc - Trần Văn Phiến: súng ngắn bắn chậm nam. - Đồng đội nam súng ngắn stangda (Phạm Cao Sơn, Nguyễn Quốc Cường, Lê Tuấn Đồng). - Nguyễn Tấn Nam: súng trường 3 tư thế. - Đồng đội súng trường 3 tư thế (Đặng Thị Đông, Ngô Ngân Hà, Nguyễn Bùi Thiết). - Trần Văn Phiến: súng ngắn hơi. - Đồng đội súng ngắn hơi (Trần Văn Phiến, Ngô Việt Cường, Phạm Cao Sơn). - Đặng Thị Đông: súng trường stangda 3 tư thế. - Đồng đội súng trường stangda 3 tư thế (Đặng Thị Đông, Ngô Ngân Hà, Nguyễn Bùi Thiết). - Đồng đội súng trường 60 viên nằm nam (Trương Anh Dũng, Trần Quang Vinh, Nguyễn Tiến Trung). - Nhan Vị Quân: đơn nữ bóng bàn. - Lê Thị Kim Hương: taekwondo hạng 69 kg. - Vũ Mỹ Hạnh: nhảy cao nữ.
10 huy chương đồng - Trương Anh Dũng: súng trường 60 viên nằm. - Phạm Cao Sơn: súng ngắn stangda. - Đặng Thị Đông: súng trường hơi nữ. - Đồng đội nam bóng bàn (Trần Tuấn Anh, Vũ Mạnh Cường, Lý Minh Triết, Đào Lê Hoà, Nguyễn Minh Hiền). - Trần Tuấn Anh: đơn nam bóng bàn. - Nguyễn Minh Hiền: đơn nam bóng bàn. - Nguyễn Đăng Khánh: taekwondo hạng 70 kg. - Nguyễn Thu Hằng: chạy 100 m rào nữ. - Nguyễn Như Cường: quyền anh hạng 57 kg. - Đoàn Quốc Tuấn: quyền anh hạng 63,5 kg